# محمد بومهدي
محمد بومهدي 1924 - 2006 كان فنان تشكيلي جزائري ولد في مدينة البليدة في 13 يناير 1924 حاز على الشهادة الابتدائية سنة 1937، ليتوقف عن الدراسة بعد ذلك بقليل. التحق بصفوف حزب الشعب الجزائري سنة 1942 وتطور بعد ذلك عمله النضالي مع الأحداث حيث ألقت عليه السلطات الفرنسية القبض إثر مشاركته في مظاهرات 8 ماي 1945.
بدأت رحلته مع الفن سنة 1946 عندما اشتغل بمصنع البرواقية للخزف الذي كان يملكه السيدان هومورت ورينو، بعدها بسنة خرجت أولى أعماله للنور، لكن المصنع لم يلبث أن أغلق سنة 1949 ليحال بومهدي على البطالة، بعدها انتقل إلى فرنسا حيث زاول تكوينا هناك، وبالموازاة مع ذلك كان يعمل بالبريد. بعد ذلك عاد إلى البليدة غداة اشتداد معركة الجزائر، لينتقل إلى العاصمة ويعمل بالبريد المركزي حيث في النهار عامل بالبريد وفي الليل خزفي وهذا حتى سنة 1963.